# Aleandro Rosi
Aleandro Rosi, född 1987, är en italiensk fotbollsspelare som spelar för Perugia. Han är en offensiv ytterback som även kan spela som yttermittfältare.